# OTX
OTX (Open Test sequence eXchange, ISO 13209) ist ein internationaler Standard für die formale Beschreibung von Diagnose- und Prüfabläufen in der Automobilindustrie. OTX ist für den Einsatz in der Fahrzeugentwicklung, der Produktion sowie im Kundendienst konzipiert. Darüber hinaus ist es auch auf die Verwendung bei technischen Sicherheitskontrollen (wie z. B. der Hauptuntersuchung) ausgelegt. Ziel des Standards ist es, bisherige proprietäre Lösungen in diesen Bereichen zu ersetzen.
OTX stellt eine Sprache für die Fahrzeugdiagnose dar, die es ermöglicht Diagnosesequenzen sowohl auf Spezifikationsniveau darzustellen als auch gleichzeitig genügend Implementationsdetails zu beschreiben, so dass sie auch ausgeführt werden können ("ausführbare Spezifikation"). Eine weitere spezielle Eigenschaft von OTX ist die direkte Unterstützung von Variantenmanagement, was die Anpassung der Abläufe an z. B. verschiedene Varianten eines Fahrzeugmodells wesentlich erleichtern soll.
OTX basiert auf XML. Zur Erstellung von OTX-Abläufen muss nicht direkt im XML-Sourcecode gearbeitet werden; vielmehr existiert eine wachsende Zahl von standard-konformen OTX-Editoren, welche komfortables grafisches Editieren ermöglichen.
Der Standard besteht aus vier Teilen:
- ISO 13209-1 beschreibt die Motivation und Anwendungsfälle.
- ISO 13209-2 definiert den Sprachkern, der alle Sprachelemente inkl. Grundvariablentypen, Prozeduredeklarationen, Steuerungsstrukturen, Erweiterungsmöglichkeiten und Fehlerbehandlung beinhaltet. Der Sprachkern ist generisch gehalten, d. h., er ist auch für Einsatzgebiete außerhalb der Automobilindustrie geeignet.
- ISO 13209-3 definiert die standardisierten Erweiterungen (OTX Interface Definitions). Die Erweiterungen stellen jeweils neue Befehle und Datentypen zur Verfügung, die z. B. für die Diagnosekommunikation mit den Steuergeräten von Fahrzeugen, für die Messwertebehandlung oder für die Interaktion mit dem Benutzer zugeschnitten sind.
- ISO 13209-4 definiert nochmals zusätzliche Erweiterungen.